# Deracanthina
Deracanthina is een geslacht van rechtvleugeligen uit de familie sabelsprinkhanen (Tettigoniidae). De wetenschappelijke naam van dit geslacht is voor het eerst geldig gepubliceerd in 1951 door Bey-Bienko.

## Soorten
Het geslacht Deracanthina omvat de volgende soorten:
- Deracanthina deracanthoides Bey-Bienko, 1933
- Deracanthina granulata Fischer von Waldheim, 1839